# Изоанемона
Изоанемона (грч. isos - једнак и грч. anemos - ветар) је линија која на географској карти спаја тачке са истим средњим годишњим брзинама ветра. Израда оваких карата је важна за приказ и преглед годишњег простирања истих брзина ветра које су кључне за општу метеоролошку слику о некој области или регији.